# Cantó de Marseille-en-Beauvaisis
El cantó de Marseille-en-Beauvaisis és un cantó francès del departament de l'Oise, situat al districte de Beauvais. Té 19 municipis i el cap és Marseille-en-Beauvaisis.

## Municipis
- Achy
- Blicourt
- Bonnières
- Fontaine-Lavaganne
- Gaudechart
- Haute-Épine
- Hétomesnil
- Lihus
- Marseille-en-Beauvaisis
- Milly-sur-Thérain
- La Neuville-sur-Oudeuil
- La Neuville-Vault
- Oudeuil
- Pisseleu
- Prévillers
- Rothois
- Roy-Boissy
- Saint-Omer-en-Chaussée
- Villers-sur-Bonnières

## Història
| Data d'elecció                           | Identitat         | Partit                                  | Qualitat |
| ---------------------------------------- | ----------------- | --------------------------------------- | -------- |
| 1945-1978                                | François Bénard   | Divers droite, després UNR, després UDR |          |
| 1978-2007                                | Jean-Paul Callens | RPR, després UMP                        |          |
| 2007-                                    | Daniel Bisschop   | Divers droite                           |          |
| les dades anteriors no són pas conegudes |                   |                                         |          |
|                                          |                   |                                         |          |

## Demografia
| A partir de 1990: Població sense dobles comptes |